# Uncastillo
Uncastillo là một đô thị ở tỉnh Zaragoza, Aragon, Tây Ban Nha. Theo điều tra dân số 2004 của Viện thống kê Tây Ban Nha (INE), đô thị này có dân số là 863 người. Diện tích đô thị này là 231 ki-lô-mét vuông. Đô thị này nằm ở độ cao 601 m trên mực nước biển.

## Biến động dân số
Dữ liệu dân số Uncastillo giai đoạn 1842 và 2001:
| Biến động dân số của Uncastillo từ năm 1842 đến năm 2001 |       |       |       |       |       |       |       |       |       |       |       |      |      |  |      |
| 1842                                                     | 1877  | 1887  | 1897  | 1900  | 1910  | 1920  | 1930  | 1940  | 1950  | 1960  | 1970  | 1981 | 1991 |  | 2001 |
| 1.905                                                    | 2.571 | 2.562 | 2.814 | 2.758 | 3.094 | 3.439 | 3.832 | 3.629 | 3.120 | 2.729 | 1.506 | 999  | 961  |  | 883  |